# Staroegipčansko razumevanje duše
Stari Egipčani so verjeli, da je duša (egipčansko ka/ba) sestavljena iz veliko delov. Razen nje je obstajalo tudi človeško telo  ḥꜥ (ha), včasih množinsko ḥꜥw (hau), kar pomeni "vsota vseh delov telesa".
Po staroegipčanskem mitu o stvaritvi sveta je bog Atum s svojo magično močjo (ḥkꜣ, ḥka) iz kaosa ustvaril svet. Ker je bila Zemlja ustvarjena z magijo, so Egipčani verjeli, da je z magijo prežet ves svet in vsa bitja na njem. Ko so bili ustvarjeni ljudje, je ta magija prevzela obliko duše, večne sile, ki je prebivala v vsakem človeškem bitju. Pojmovanje duše in njenih delov se je od Starega do Novega kraljestva in od dinastije do dinastije spreminjalo. Duša je imela sprva pet delov, kasneje še več. Večina staroegipčanskih pogrebnih besedil omenja naslednje dele duše: ẖt  (fizično telo), sꜥḥ  (sah, duhovno telo), rn (/ɾin/, koptsko  ⲣⲁⲛ ali  ⲗⲉⲛ) "ime, identiteta", bꜣ "osebnost", kꜣ (/kuʀ/) "dvojnost", jb (/jib/, koptsko ⲉⲡ) "srce", šwt "senca", sḫm "moč, oblika" in ꜣḫ, združeni duhovi pokojnika, ki so uspešno zaključili svoj prehod v posmrtno življenje.
Egiptologinja  Rosalie David z Univerze Manchestra je takole razložila številne vidike duše:
Egipčani so verjetno že v Starem kraljestvu verjeli, da ima človeška osebnost več vidikov. V življenju je bila oseba popolna entiteta, za dostop do krepostnega življenja pa je imela dostop do množice oblik, ki bi jih lahko uporabila v naslednjem svetu. V nekaterih primerih bi te oblike lahko pomagale tistim, ki jih je pokojni želel podpreti, ali mu pomagale maščevati se sovražnikom.

## ẖt(fizično telo)
ẖt ali fizična oblika duše (ka/ba) je morala obstajati, da bi imela duša razumnost in možnost, da bi jo varuhi podzemlja lahko presojali. Da bi bilo to mogoče, se je moralo telo pokojnika ohraniti čim bolj popolno, pogrebna soba pa je morala pokojnika čim bolj poosebljati s kipi in slikami s prizori dosežkov in zmag v njegovem zemeljskem življenju. V Starem kraljestvu so bili mumificiranja deležni samo faraoni, zato so edino oni imeli priložnost živeti večno in zadovoljno posmrtno življenje. V Srednjem kraljestvu so bili mumificiranja lahko deležni vsi Egipčani. Starogrški učenjak Herodot je zapisal, da so žalujoče družine lahko izbirale vrsto in kakovost mumificiranja pokojnika: "Najboljša in najdažja oblika mumificiranja naj bi predstavljala Ozirisa, naslednja je bila nekoliko slabša in cenejša, tretja pa je bila od vseh najcenejša."
Ker je bilo od Srednjega kraljestva dalje stanje telesa tesno povezano s kakovostjo posmrtnega življenja, so se razen poslikav in opisov velikih dosežkov pokojnega v zemeljskem življenju, v pogrebnih komorah puščali tudi ušabtiji, majhni kipci služabnikov, sužnjev in stražarjev, včasih celo pesnikov, ki naj bi služili pokojniku v posmrtnem življenju. Večni ostoj v posmrtnem življenju kljub temu ni bil zagotovljen.
Pred prihodom pred božje sodišče je morala biti vsaka oseba "obujena" v nizu pogrebnih obredov, ki so vrnili življenje njenim mumificiranim ostankom. Glavni obred je bil odpiranje ust, ki je najbolje prikazan v grobnici faraona Setija I.  Vse stene grobnice in svetišča so polne slik in reliefov svečenikov, ki opravljajo svete obrede, pod njimi pa je besedilo liturgije odpiranja ust. Obred naj bi oživil vsak del telesa posebej: možgane, glavo, ude in druge, da se je duhovno telo v posmrtnem življenju lahko gibalo.

## sꜥḥ(sah, duhovno telo)
Če so bili vsi obredi in postopki za ohranjanje ẖt  opravljeni pravilno in če so Oziris in drugi bogovi podzemlja presodili, da si pokojni zasluži prehod v posmrtno življenje, se je ustvarilo pokojnikovo duhovno telo saḥ, se pravi duhovna predstava fizičnega telesa. Duhovno telo je bilo potem sposobno za vzajemno delovanje s številnimi entitetami, ki so obstajale v posmrtnem življenju. V saḥ kot delu večjega konstrukta so včasih videli duha maščevanja, ki bi se vrnil iz onostranstva, da bi se maščeval tistim, ki so se mu zoperstavili v življenju. Dobro znan je primer iz grobnice iz Srednjega kraljestva, v kateri je mož pustil pismo svoji pokojni ženi, ki ga je očitno preganjala:
Kaj sem ti storil, da sem se znašel v tem hudemu položaju? Kaj sem ti naredil? Ničesar nisem imel proti tebi, ti pa si položila roko name, čeprav ti nisem storil nič zlega. Sem od takrat, ko sem živel kot tvoj mož, do danes, storil kaj takega, kar bi moral skrivati?  Ko si zbolela, sem poklical zdravnika, da ti je puščal kri... osem mesecev kot tvoj mož nisem ne jedel ne pil. S celo družino sem te objokoval pred celo sosesko. Dal sem platnene obleke, da si se zavila vanje, in nisem iskal nobene koristi v tem, kar sem storil zate. In zdaj sem preživel tri leta sam, ne da bi vstopil v hišo, čeprav ni pravično, da je moral to storiti nekdo, kot sem jaz. To sem storil zaradi tebe. Ampak, glej, ti ne znaš razločiti dobrega in slabega.

## jb(srce)
| F34 |

| F34 |

Pomemben del egipčanske duše je bilo srce (jb). Srce je bilo po verovanju Egipčanov ustvarjeno iz kapljice krvi otrokove matere. Bilo je središče čustev, razuma, volje in ciljev, kar dokazujejo številni izrazi v egipčanskem jeziku, ki vključujejo besedo jb. Kar se čustev in misli tiče, Stari Egipčani običajno niso delali razlik med razumom in srcem. Bila sta sinonimna.
V staroegipčanski religiji je bilo srce ključ posmrtnega življenja. Bilo je bistveno za preživetje smrti in vstop v spodnji svet, kjer je pričalo za svojega imetnika ali proti njemu. Tako kot fizično telo (ẖt) je bilo srce nujen del presoje za vstop v posmrtno življenje, zato ga je bilo treba skrbno ohraniti in shraniti v mumificiranem telesu. Nad njim so na telo previdno pritrdili srčnega skarabeja, da bi zavaroval telo pred pripovedovanjem zgodb. 
Srce so po smrti presojali Anubis in drugi bogovi med obredom tehtanja srca. Če je srce tehtalo več kot Maatino pero, ga je takoj požrla požiralka duš  Ammit in duša je ostala za vekomaj nespokojna.

## kꜣ(ka, dvojnost)
| D28 |

| D28 |

ka je bilo življenjsko pomembno egipčansko pojmovanje, ki je poudarjalo razliko med živo in mrtvo osebo. Oseba je umrla, ko je ka zapustila njeno telo. Egipčani so verjeli, da je telesa otrok ustvarjal bog Hnum na lončarskem vretenu in jih vstavljal v telesa mater. Razen tega so, odvisno od regije, verjeli, da sta bili ustvarjalki ka boginji Heket ali Mešhenet. Boginji sta v novorojenca tik pred rojstvom vdihnili ka, ki je postala del njegove duše in ga oživila. Razumevanje duha je bilo podobno razumevanju v drugih religijah. 
Egipčani so verjeli tudi to, da se je ka vzdrževala s hrano in pijačo, zato so za pokojne opravljali dariteve v hrani in pijači, iz katerih je ka  zaužila njihov kau. V Srednjem kraljestvu so te daritve opravljali na pladnju, imenovanem hiša duše.

## bꜣ(ba, osebnost)
ba je bilo vse tisto, kar je posameznika naredilo edinstvenega, se pravi osebnost. V tem smislu bi lahko imeli edinstven značaj, se pravi  ba, tudi neživi predmeti. In res, piramide iz Starega kraljestva so se dejansko pogosto imenovale ba njihovega lastnika. ba je bil vidik osebe, ki je po verovanje Egipčanov lahko živel tudi potem, ko je telo umrlo. ba so včasih prikazovali kot ptiča s človeško glavo, ki leti iz groba, da bi se v posmrtnem življenju združil s ka.
V sarkofaških besedilih je ena od oblik ba tista, ki nastane po telesni smrti. Egiptolog Louis Vico Žabkar trdi, da ba ni bila samo del osebe, ampak osebnost sama, in se je po tem razlikovala od grške ali kasnejše judovske, krščanske ali muslimanske predstave. Ideja o povsem breztelesnem obstoju je bila Egipčanom tako tuja, da so po razširjenju krščanstva v Egipt izraz ba nadomestili z grškim izazom ψυχή  (psychē, duša). Žabkar ugotavlja, da je bil staroegipčanski koncept ba tako pomemben, da ga ne bi smeli prevajati, ker je bil zamišljen ali razlagan kot eden od načinov obstoja človeka.
Druga oblika pokojnikove ba je opisana v Knjigi mrtvih: ba pokojnika se vrača v mumijo in v netelesni obliki sodeluje v njegovem življenju izven grobnice in odseva sončno teologijo Raja, ki se vsako noč združuje z Ozirisom.
Beseda  bꜣw (bau), množinska oblika besede ba, pomeni nekaj podobnega kot "izrazitost", "moč" ali "ugled", kar velja zlasti za božanstva. Ko je božanstvo poseglo v človeške zadeve, so rekli, da deluje božanska bau.

## švt(senca)
Osebna senca ali silhueta švt je bila stalno prisotna, zato so Egipčani domnevali, da vsebuje del osebe, ki jo predstavlja. Zaradi te asociacije so kipe ljudi in božanstev pogosto omenjali kot njihove švt. 
Senca je bila prisotna tudi na egipčanskih upodobitvah smrti. Poosebljal jo je Anubisov služabnik, upodobljen kot majhna, popolnoma črna človeška figura. Ljudje so imeli včasih, faraoni pa običajno, škatlo, v kateri je bil shranjen del njihove švt.

## sḫm(oblika)
Egipčanska predstava tega dela duše je malo znana. Veliko znanstvenikov je sḫm definiralo kot življenjsko silo duše, ki nastane v posmrtnem življenju, ko so bile opravljene vse presoje pokojnikove duše. sḫm je v Knjigi mrtvih definirana kot "moč"  in prostor v Horovem in Ozirisovem domovanju v podzemnem svetu.

## rn(ime)
rn je postal del duše, ko je novorojenec dobil ime. Egipčani so verjeli, da bo človek živel tako dolgo, dokler bodo izgovarjali njegovo ime. Verovanje pojasnjuje, zakaj so storili vse, da bi se ime ohranilo, in zakaj so ga omenjali v številnih zapisih. Ime je pomenilo identiteto osebe, njene izkušnje in spomin na njeno celotno življenje. V Knjigi dihanja, ki izhaja iz Knjige mrtvih, so opisani načini za ohranitev imena. V ta namen se je pogosto uporabila kartuša (magična vrv), ki je obdajala ime in ga ščitila. Na tem verovanju temelji tudi običaj, da so se imena sovražnikov, na primer Ehnatona, kot nekakšen damnatio memoriae izbrisala s spomenikov. Imena so se včasih odstranila tudi zato, da ni bilo treba graditi novih spomenikov. Na njihova mesta so se zapisala imena njihovih naslednikov. Veliko mest z imenom pokojnega je pomenilo večjo verjetnost, da se bo ime bralo in izgovarjalo.

## ꜣḫ (aḫ, magična učinkovitost)
aḫ je bil vidik mrtvega, ki se je v dolgi zgodovini staroegipčanskega verovanja zelo spreminjal.
Povezan je bil z razmišljanjem, vendar ne z delovanjem uma; bil je bolj intelekt kot živo bitje. aḫ je bil pomemben tudi v posmrtnem življenju. Po smrti  ẖt (fizičnega telesa), sta se ba in ka ponovno združili, da bi oživili aḫ. Oživitev aḫ je bila mogoča samo tako, de so pravilno opravljenim pogrebnim obredom sledile stalne daritve. Obred se je končal s s-aḫ, ki je mrtvo osebo pretvoril v živo aḫ. Če pokojni ni več imel urejenega groba, se je v Dvajseti dinastiji v tem smislu pretvoril v nekakšnega duha ali blodeče mrtvo bitje. aḫ ni bil do živih ljudi niti dober niti sovražen, v nekaterih okoliščinah pa je povzročal na primer nočne more, občutke krivde, slabost in podobno. aḫ so lahko priklicali svečeniki ali drugi s pisnimi sporočili v daritveni kapeli grobnice. Sporočila so vsebovala na primer prošnje za posredovanje v družinskih sporih, prošnje za posredovanje drugih mrtvih ali božanstev ali celo kaznovanje.
Ločitev aḫ in ponovna združitev ka in ba se je po smrti zgodila po pravilno opravljenih daritvah in pravilno izgovorjenih urokih. Kljub temu je obstajala možnost ponovne smrti. K temu, da oseba ni ponovno umrla in je postala aḫ, so pripomogla egipčanska pogrebna besedila, na primer sarkofaška besedila in Knjiga mrtvih.

## Povezave
Stari Egipčani so verjeli, da je nekdo umrl, ko je telo zapustila njegova ka. Med procedure, ki so jih po smrti opravljali svečeniki, je spadalo odpiranje ust (wp r), ki je omogočilo, da je ba zapustila pokojnikovo telo in se lahko v posmrtnem življenju združila s ka v entiteto, znano kot aḫ.
Egipčani so verjeli, da je posmrtno življenje podobno zemeljskemu, vendar z nekaj izjemami. Zgled za posmrtno življenje je bilo potovanje Sonca. Sonce se je ponoči spustilo v Duat ali "podzemni svet". Tam se je srečalo s telesom mumificiranega Ozirisa. Oziris in Sonce sta svojo energijo prenesla drug na drugega in zbrala energijo za naslednji dan. Ozirisa in Duat pokojnih so predstavljala njihova telesa in grobovi. Da je proces deloval, je moralo biti telo ohranjeno, da se je lahko vanj čez noč umaknila pokojnikova ba in zjutraj iz njega vstala v novo življenje. Popolne aḫs so se lahko pojavljale tudi kot zvezde. Do poznega obdobja Egipta (okoli 664 pr. n. št.–okoli 332 pr. n. št.) običajni smrtniki niso mogli pričakovati združitve s Soncem, ker je bila razervirana samo za kraljevsko elito.
Izviren naslov Knjige mrtvih, zbirke čarovnih besed, ki so pomagale pokojnemu premagovati težave in tveganja v posmrtnem življenju, je bil Knjiga hoje skozi dan. Vsebovala je izreke, ki so zagotavljali, da pokojni ne bo ponovno umrl, in ohranjali njegove spomine. Smrt v posmrtnem življenju je po verovanju Egipčanov pomenila dokončno smrt.
Podroben opis vsega omenjenega so odkrili v grobnici Paherija, nomarha Nehena iz obdobja Osemnajste dinastije:
Tvoje življenje se ponovno zgodi ne da bi tvoja ka zapustila tvoje božansko telo in se z ba združila v akh ... Pojavil se boš vsak dan in se vsak večer vrnil. Ponoči bo prižgana lučka, dokler sončna svetloba ne zasije na tvojih prsih. Rečeno ti bo: "Dobrodošel, dobrodošel v tvojo hišo življenja!"